# Skałomyszy
Skałomyszy (Petromyscinae) – podrodzina gryzoni z rodziny malgaszomyszowatych (Nesomyidae).

## Zasięg występowania
Podrodzina obejmuje gatunki występujące w środkowej i południowej Afryce.

## Podział systematyczny
Do podrodziny należą następujące plemiona:
- Delanymyini Musser & Carleton, 2005 – bagnomyszki – jedynym żyjącym współcześnie przedstawicielem jest Delanymys brooksi Hayman, 1962 – bagnomyszka górska
- Mystromyini Vorontsov, 1966 – kaplandki – jedynym żyjącym współcześnie przedstawicielem jest Mystromys albicaudatus (A. Smith, 1834) – kaplandka białoogonowa
- Petromyscini A. Roberts, 1951